# Al Lettieri
Al Lettieri, all'anagrafe Alfredo Lettieri (New York, 24 febbraio 1928 – New York, 18 ottobre 1975), è stato un attore statunitense.

## Biografia
Di origini italiane, fece il suo debutto nel film TV All'ombra del ricatto (1964), e interpretò spesso il ruolo di cattivo, come in A muso duro (1974), accanto a Charles Bronson, e in È una sporca faccenda, tenente Parker! (1974), con John Wayne. È stato anche il rapinatore Rudy Butler in Getaway! (1972), dove recitava insieme a Steve McQueen. Raggiunse la notorietà con l'interpretazione del malavitoso Virgil Sollozzo nel film Il padrino (1972) di Francis Ford Coppola.
Lettieri attribuiva alla sua frequentazione con dei veri gangster, quali Joe Gallo, la sua capacità di interpretare in modo convincente i personaggi violenti e minacciosi dei suoi principali ruoli cinematografici. Fu ingaggiato per interpretare il protagonista del film Cani arrabbiati (1974), ma dopo essersi presentato ubriaco la prima mattina di riprese, fu licenziato e il ruolo andò tre giorni dopo a Riccardo Cucciolla.
Morì nel 1975, all'età di 47 anni, a causa di un infarto, e alla sua memoria fu dedicato il film Bordella, di Pupi Avati, l'ultimo da lui interpretato e uscito postumo.

## Filmografia parziale

### Cinema
- Seme selvaggio (Wild Seed), regia di Brian G. Hutton (1965) (come Anthony Lettier)
- Dark Intruder, regia di Harvey Hart (1965) (come Anthony Lettier)
- Il magnifico Bobo (The Bobo), regia di Robert Parrish (1967)
- La notte del giorno dopo (The Night of the Following Day), regia di Hubert Cornfield (1968)
- Una città chiamata bastarda (A Town Called Hell), regia di Robert Parrish, Irving Lerner (1971)
- Il padrino (The Godfather), regia di Francis Ford Coppola (1972)
- Colpiscono senza pietà (Pulp), regia di Mike Hodges (1972)
- Getaway! (The Getaway), regia di Sam Peckinpah (1972)
- Il boss è morto (The Don Is Dead), regia di Richard Fleischer (1973)
- La rossa ombra di Riata (The Deadly Trackers), regia di Barry Shear, Samuel Fuller (1973)
- È una sporca faccenda, tenente Parker! (McQ), regia di John Sturges (1974)
- A muso duro (Mr. Majestyk), regia di Richard Fleischer (1974)
- Piedone a Hong Kong, regia di Steno (1975)
- Vai gorilla, regia di Tonino Valerii (1975) (postumo)
- Bordella, regia di Pupi Avati (1976) (postumo)

### Televisione
- Not for Hire – serie TV, episodio 1x13 (1960)
- The Gallant Men – serie TV, episodio 1x18 (1963)
- All'ombra del ricatto (The Hanged Man), regia di Don Siegel – film TV (1964)
- Footsteps, regia di Paul Wendkos – film TV (1972)

## Doppiatori italiani
Nelle versioni in italiano delle opere in cui ha recitato, Al Lettieri è stato doppiato da:
- Glauco Onorato in A muso duro, Getaway!, Colpiscono senza pietà
- Arturo Dominici in Piedone a Hong Kong, Il padrino
- Giuseppe Rinaldi in Vai gorilla
- Rino Bolognesi in È una sporca faccenda, tenente Parker!
- Carlo Croccolo in Bordella
- Saverio Indrio in Il padrino (ridoppiaggio)